# کودکان کار در ویتنام
کودکان کار در ویتنام (انگلیسی: Child labour in Vietnam) برخورد با کودکان کار در ویتنام را، بحث می‌کند.

## وضعیت موجود
این یک حقیقت سخت است که در ویتنام کودکان را از مدرسه بیرون می‌کشند تا نان‌آور خانواده شوند. بر طبق گزارش روزنامه کار ۳۰٪ کودکان ویتنامی در سنین بیم ۶ تا ۱۷ سالگی به بازار کار می‌پیوندند. اکثر کودکان نزدیک خانواده می‌مانند تا کمک شغل آنها باشند. کودکان کار در این کشور موضوع بحث‌برانگیزی هست زیرا بسیاری از مردم فکر می‌کنند که کودک باید در باربرداری و مسئولیتهای خانواده سهمی داشته باشد. این بخشی از دلایلی است که موجب می‌شود مشکل کار کردن کودکان در ویتنام هنوز به‌طور جدی روی میز باشد.

## شرایط کار کودکان
گزارشی از وزارت کار تحت عنوان امور نامعتبر و اجتماعی در سال ۲۰۰۸ منتشر شد که در آن گفته شده که ۲۶۰۲۷ کودک در شرایط سخت کاری در محیطهای خطرناک مانند معادن طلا، برش الوار چوب ویا حمل و نقل محموله‌های بار بکار گرفته می‌شوند. ارقام واقعی کودکان کار خیلی بیش از رقم اشاره شده در گزارش است، زیرا در این گزارش صحبتی از اطفالی که در کار نوکری خانگی، شاگردی رستورانها، گدائی در خیابانها، واکس زننده کفش، فروشندگان روزنامه و بلیط بخت آزمائی بمیان نیامده است. گزارش روشن می‌کند که از ۱۷۳ کارخانه شهر هوچی مینه، کارگران ۶۲ کارخانه این شهر کودک هستند، که سنین ۵۰٪ آنها زیر ۱۵ سال است. این کودکان کارگر با کار طولانی مدت، دستمزد پائین، امکانات کم و حتی با بدرفتاری بدنی و روحی مواجه هستند.

## اقدامات انجام شده
فهرست محصولات کار کودکان یا کار اجباری وزارت کار ایالات متحده در ماه دسامبر سال ۲۰۱۴ نشان می‌داد که آجر و پوشاک از جمله کالاهایی هستند که در چنین شرایطی در ویتنام تولید می‌شود. گرچه قانون کار ویتنام استخدام کودکان زیر ۱۵ سال را ممنوع کرده‌است، اما راه گریزهای زیادی برای عدم تأمین حمایت حقیقی لازم برای کودکان را فراهم می‌کند. قوانین هم به‌طور جدی اجرا نمی‌شود و این به کارفرمایان اجازه می‌دهد که به استخدام کودکان کار بدون هرگونه حسابرسی اقدام کنند. با این حال نظرگاه‌ها در مورد کودکان کار در حال تغییر است. دولت کوشش بیشتری در برخورد با این مسئله بخرج می‌دهد. برای مثال دولت گروه‌هایی را برای همکاری با سازمان بین‌المللی کار ILO مأمور کرده‌است تا آگاهی عمومی را نسبت به حمایت کودکان برانگیزد و آنها را از کار به مدرسه سوق داده و به نجات آنها برخیزند.